# Oskar Mothes

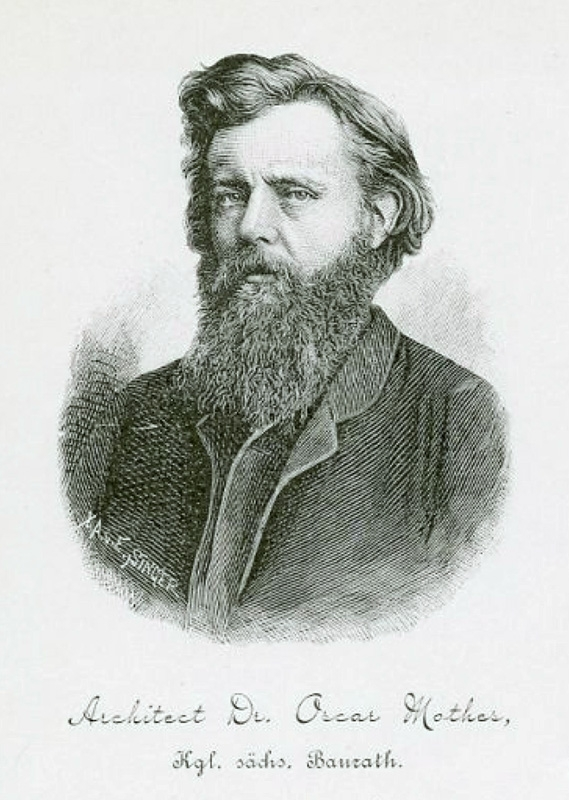
Oskar Mothes um 1877

Oskar Mothes, auch Oscar Mothes (* 27. Dezember 1828 in Leipzig; † 4. Oktober 1903 in Dresden) war ein deutscher Architekt, Kunsthistoriker und Architekturschriftsteller.

## Leben

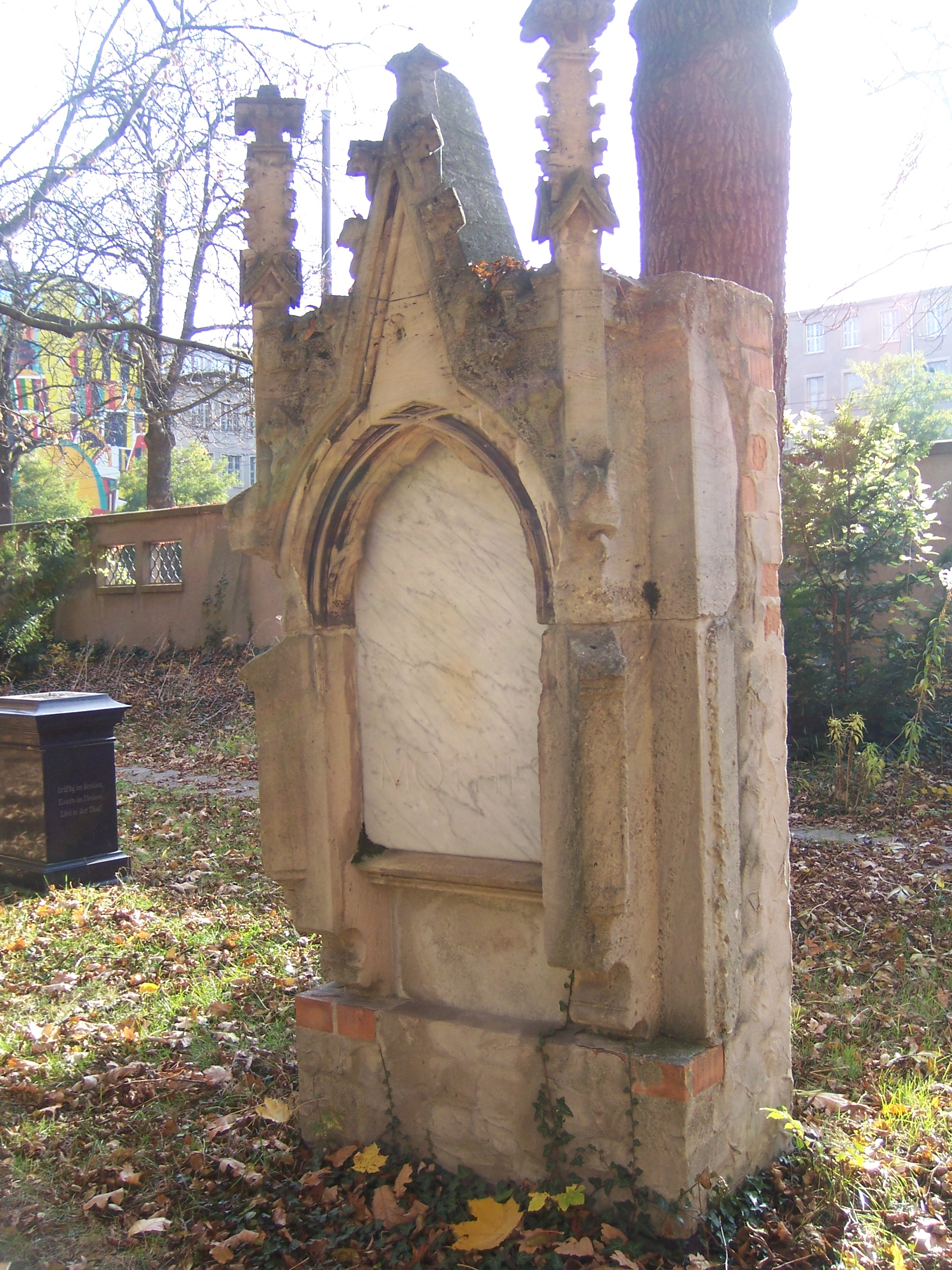
Oskar Mothes’ Grabstein vom Neuen Johannisfriedhof; jetzt im Lapidarium Alter Johannisfriedhof Leipzig

Mothes wurde 1828 als Sohn des Gerichtsdirektors August Ludwig Mothes geboren. Sein Architekturstudium absolvierte er 1845 bis 1847 bei Gottfried Semper in Dresden. Bereits als Zwanzigjähriger entwarf er die Dorfkirche in Rüdigsdorf und wurde 1848 in die Leipziger Freimaurerloge Minerva zu den drei Palmen aufgenommen. Nach dem Militärdienst beim Fuß-Artillerie-Regiment der königlich-sächsischen Armee (Leutnant mit Patent vom 25. November 1849) und Studienreisen 1851 und 1852 nach Italien und Spanien ließ er sich im Jahre 1853 als Architekt in Leipzig nieder. 1865 promovierte ihn die Philosophische Fakultät der Universität Leipzig zum Dr. phil.
Unter Mothes' Leitung wurde 1861 der Gewerbliche Bildungsverein in Leipzig gegründet, dessen Vorsitzender er bis 1862 war. Außerdem war er 1867 Mitbegründer des Vereins für die Geschichte der Stadt Leipzig (des heutigen Leipziger Geschichtsvereins), von 1869 bis 1882 auch dessen Vorsitzender. Die historische Sammlung des Vereins bildet den Grundstock des Leipziger Stadtgeschichtlichen Museums.
Er beschäftigte sich vor allem mit dem Umbau herrschaftlicher Gebäude wie Schlösser und Villen, später auch mit Sakralbauten sowie mehreren Burgen, zum Beispiel der Rudelsburg. Als Kirchenbaurat baute er inner- und außerhalb Sachsens Kirchen und Kapellen. Mothes war ein Verfechter der Neogotik und verband so romantische Impulse mit evangelischen Grundgedanken.
Im Jahre 1884 verlegte Mothes seinen Wohnsitz nach Zwickau. Er machte sich auch als Autor kunst- und architekturgeschichtlicher Werke einen Namen. 1870 wurde Oskar Mothes mit dem Ehrentitel Königlich sächsischer Baurat ausgezeichnet.
Mothes schrieb seinen Vornamen in seinen Büchern Oscar, während die Nachwelt und die modernere Sekundärliteratur ihn meist Oskar schreibt, so auch bereits Meyers Konversationslexikon von 1894.
Er wurde im Erbbegräbnis der Familie Mothes in der II. Abteilung (Nr. 52) des Neuen Johannisfriedhofs beerdigt.
Ein Urenkel von Oskar Mothes war der Maler Peter-Andreas Mothes.

## Bauten

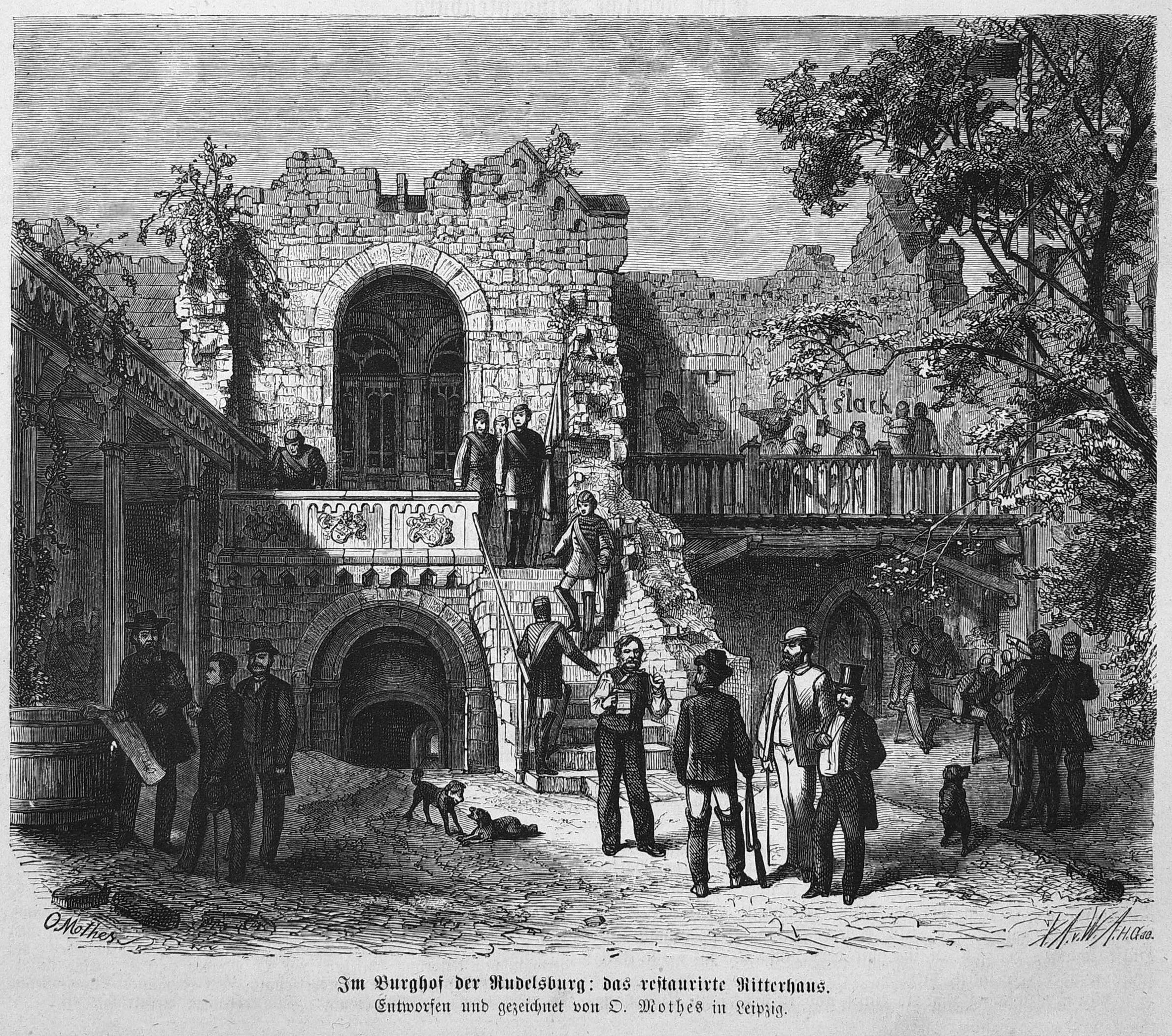
Darstellung der Rudelsburg nach dem Umbau durch Mothes, Holzstich nach einer Zeichnung von ihm selbst

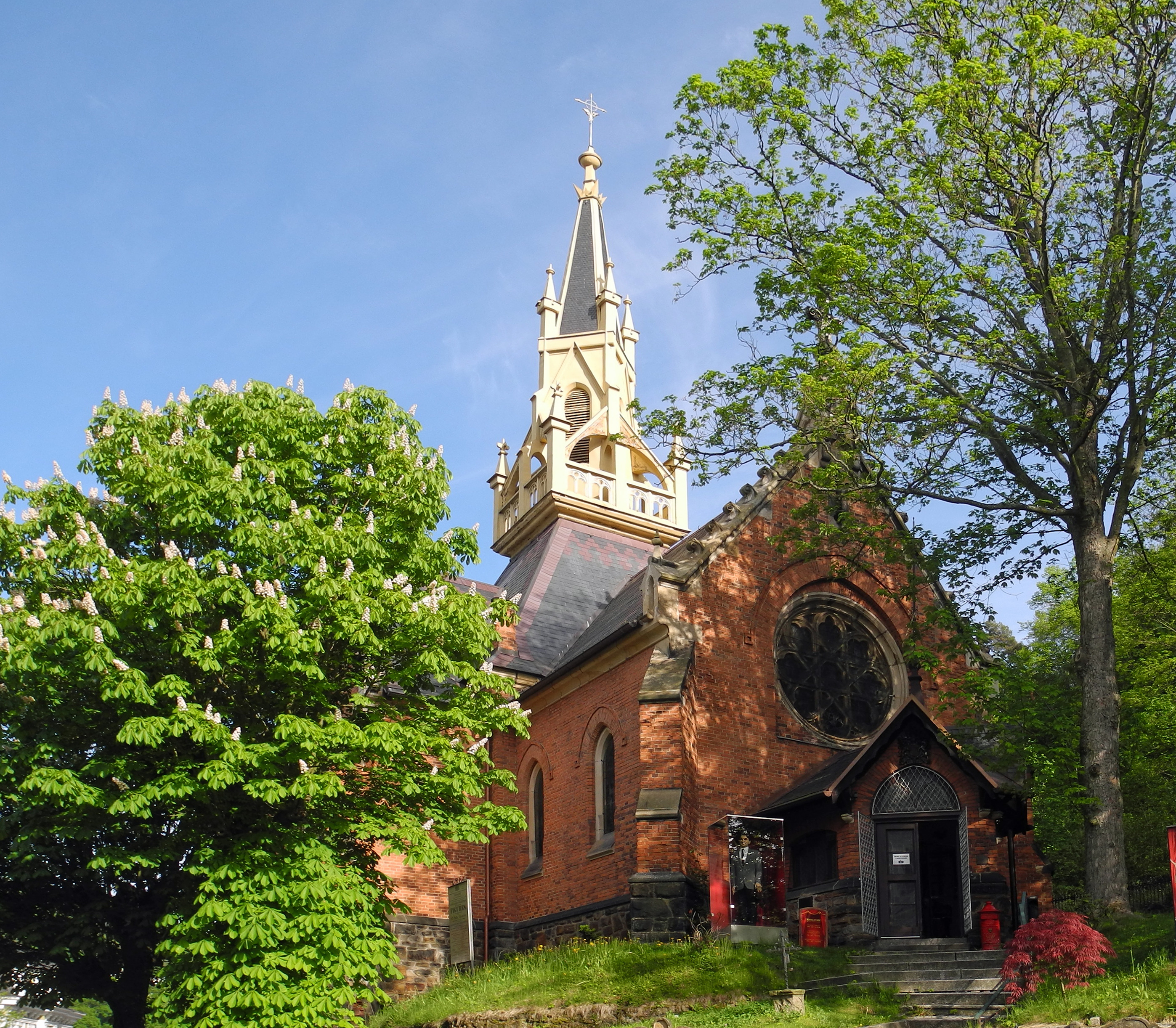
St.-Lukas-Kirche Karlsbad

- 1847: Entwurf für die Dorfkirche Rüdigsdorf, Ortsteil von Frohburg (heute), erbaut 1848–1849, sein erster selbständiger Auftrag
- Entwurf für die anglikanische St.-Lukas-Kirche[3] in Karlsbad, erbaut von 1876 bis 1877
- Kirchen in Lemsel, Krostewitz und Neukirchen
- Schloss Wiesenburg in Wiesenburg/Mark
- 1855: Umbau der Schloßkirche Leipzig-Lützschena
- 1855: Schlossanbau in Leipzig-Kleinzschocher (im Zweiten Weltkrieg zerstört)
- 1857: Umbau eines Bauernhofes zur Huttenburg in Meißen
- 1864: Neubau des Schlosses Lützschena
- 1869/70: Umgestaltung des Innenraumes der St.-Johannis-Kirche in Mügeln.[4]
- 1870: Tonhalle in Muschelform im Trianongarten des alten Leipziger Schützenhauses
- 1871–1872: Restaurierung bzw. Teilrekonstruktion der Rudelsburg bei Bad Kösen
- 1872: Kriegerdenkmal 1870/71 als nationale Gedenkstätte für die gefallenen Korpsstudenten, auf dem Galgenberg bei Bad Kösen
- 1873–1874: eigenes Wohnhaus „Zur Julburg“, in Leipzig, Käthe-Kollwitz-Straße 70
- 1875–1884: Erneuerung des Innenraums der Annenkirche in Annaberg
- 1879–1880: Umbau der Leipziger Matthäikirche (im Zweiten Weltkrieg zerstört)
- 1884–1885: All Saints Church in Leipzig, Schreberstraße / Sebastian-Bach-Straße (im Zweiten Weltkrieg zerstört)
- 1885–1891: Erneuerung der Zwickauer St.-Marien-Kirche (sein denkmalpflegerisches Hauptwerk)
- 1891: Fertigstellung der neogotischen Kirche St. Jacobus in Reinsdorf bei Zwickau
- 1894: Fertigstellung der Dorfkirche Pohlitz in Pohlitz bei Greiz

## Schriften
- Allgemeines deutsches Bauwörterbuch, das ist Encyclopädie der Baukunst für Alle, die mit dem Hochbau, Flachbau, Bergbau, Maschinenbau zu thun haben. 2 Bände. Verlag von Heinrich Matthes, Leipzig 1858–1859.
- mit Hermann Alexander Müller: Illustrirtes archäologisches Wörterbuch der Kunst des germanischen Altertums, des Mittelalters und der Renaissance sowie der mit den bildenden Künsten in Verbindung stehenden Ikonographie, Kostümkunde, Waffenkunde, Baukunde, Geräthkunde, Heraldik und Epigraphik (deutsch, franzoesisch, englisch und lateinisch). Bd. 1: A–H, Bd. 2: I–Z. Leipzig, Berlin: Spamer 1877 (Bd. 1) u. 1878 (Bd. 2)
- Illustrirtes Bau-Lexikon. Praktisches Hülfs- und Nachschlagebuch im Gebiete des Hoch- und Flachbaues, Land- und Wasserbaues, Mühlen- und Bergbaues, der Schiffs- und Kriegsbaukunst sowie der mit dem Bauwesen in Verbindung stehenden Gewerbe, Künste und Wissenschaft. Otto Spamer (3 bzw. 4 Bände), Leipzig

2. Auflage 1863–1868
3. Auflage 1874–1877
4. Auflage 1881–1884 (Digitalisate)
- Geschichte der Baukunst und Bildhauerei Venedigs (2 Bände). Leipzig 1858–1860
- Die Basilikenform bei den Christen der ersten Jahrhunderte. Leipzig 1865
- Die Baukunst des Mittelalters in Italien (5 Teile). Jena 1882–1883
- Handbuch für Hausbesitzer und Baulustige. Leipzig 1883
- Das neue Buch der Erfindungen, Gewerbe und Industrien. Rundschau auf allen Gebieten der gewerblichen Arbeit. Erster Band: Einführung in die Geschichte der Erfindungen. Bildungsgang und Bildungsmittel der Menschheit. 5. Auflage. Otto Spamer, Leipzig/Berlin 1864 (mit Julius Zöllner, Franz Luckenbacher). Mothes zählt auch zu den Herausgebern der kompletten Reihe Das neue Buch der Erfindungen, Gewerbe und Industrien (6 Hauptbände + 4 Ergänzungsbände, in 5. Auflage 1864–1867 erschienen)